# NGC 2240
NGC 2240 – gromada otwarta znajdująca się w gwiazdozbiorze Woźnicy. Odkrył ją William Herschel 3 stycznia 1786 roku. Jest położona w odległości ok. 5,1 tys. lat świetlnych od Słońca.